# Vražda Farchundy Malikzady
Vraždu Farchundy Malikzady spáchal muslimský dav v afghánském Kábulu 19. března 2015 . Sedmadvacetiletá Malikzada se dostala do sporu s pouličním prodejcem kvůli jeho praktikám prodeje amuletů. Ten ji následně veřejně obvinil z pálení Koránu, což přilákalo velkou skupinu lidí z mešity Šáh-Do Šamšíra . Následně byla veřejně lynčována, kamenována a ubita k smrti . Její tělo bylo následně přejeto automobilem a vláčeno téměř 100 metrů ulicí. Poté bylo její tělo dopraveno k řece Kábul, kde bylo za pokřikování takbíru a protiamerických hesel opakovaně bito a následně zapáleno. Někteří útočníci si dokonce strhávali vlastní oděv, aby jej použili jako podpal, protože tělo bylo nasáklé krví a špatně hořelo.
Bezprostředně po incidentu veřejnost i řada muslimských duchovních a afghánských vládních představitelů obviňovali Malikzadu ze znesvěcení islámu. Tvrdili, že tak činila, aby získala americké občanství. Policie zahájila vyšetřování, které mělo potvrdit, zda skutečně spálila Korán. Když se ukázalo, že obvinění bylo falešné, vyvolala událost masové protesty v Kábulu . V souvislosti s její smrtí bylo zadrženo 49 lidí . Několik z nich bylo odsouzeno k dlouholetým trestům vězení a jedenáct policistů dostalo roční tresty za nečinnost při ochraně Malikzady. 
Vražda byla široce odsouzena nejen v Afghánistánu, ale také Spojenými státy a Evropskou unií. Událost přitáhla mezinárodní pozornost k problematice práv žen v Afghánistánu. Později téhož roku byl na její počest v Kábulu odhalen památník.

## Pozadí:
Farchunda Malikzada byla oddaná muslimka nosící hidžáb. Dokončila studium islámských studií a připravovala se na učitelskou kariéru . Její jméno v jazyce darí znamená „příznivý“ a „radost“. 

## Vražda
Před incidentem se Farchunda před mešitou Šáh-Do Šamšíra pohádala s mulláhem Zainuddínem, který prodával pohanské amulety. Malikzada ho obvinila, že jeho praktiky jsou v rozporu s islámem. Mulláh ji na oplátku veřejně obvinil z pálení Koránu. Farchunda nařčení odmítla slovy: „Já jsem muslimka a muslimové Korán nepálí!“
Dav rozzuřených lidí, který slyšel mulláhova obvinění, se rychle shromáždil. Policisté, kteří dorazili na místo, se ji pokusili převést do bezpečí na policejní stanici vzdálenou asi jeden kilometr. Farchunda však odmítla a požádala o doprovod ženskou policistkou. Davu se podařilo Malikzadu vytrhnout zpět na ulici, kde ji srazil k zemi a začal ji bít a kopat.
Přijeli další policisté, kteří vypálili varovné výstřely, aby dav rozehnali, a přemístili Malikzadu zpět do mešity Šáh-Do Šamšíra. Mezitím však došlo k šíření falešných zvěstí, že spolupracuje s Američany, což dav dále rozzuřilo. Lidé se pokusili vtrhnout do mešity, kde byla ukryta. Policisté se ji pokusili zachránit tím, že ji vytáhli na střechu budovy. Malikzada však byla zasažena kameny a prkny házenými zespodu a spadla ze střechy zpět do davu.
Dav ji na ulici znovu povalil a pokračoval v útoku. Před mešitou byla ubita klacky a kameny k smrti, poté její tělo přesunuli na silnici, kde ji přejelo auto. Tělo bylo taženo téměř 100 metrů ulicí, zatímco policisté nečinně přihlíželi a řídili dopravu kolem místa činu. Poté bylo tělo dopraveno na břeh řeky Kábul, kde bylo opakovaně kamenováno a zapáleno. Někteří členové davu použili vlastní oblečení jako podpal, protože tělo nasáklé krví špatně hořelo.

## Pohřeb
Pohřeb Farchundy Malikzady se uskutečnil 22. března 2015. Skupina žen oděných v černém nesla rakev ze sanitky na modlitebnu a poté na hřbitov v severní části Kábulu. Tento akt byl odklonem od afghánské tradice, podle níž se na pohřbech obvykle podílejí pouze muži .

## Vyšetřování a soudní proces
Ze 49 obviněných, kteří byli v případu souzeni, čtyři muži původně obdrželi tresty smrti za svou roli v lynčování Farchundy. Rozsudek vynesl soudce Safiullah Mojadedi v Kábulu dne 5. května 2015. Dalších osm obžalovaných bylo odsouzeno k 16 letům vězení. Proces probíhal velmi rychle a trval pouhé dva dny, což vyvolalo kritiku z řad afghánské veřejnosti i mezinárodních organizací. Byly zpochybněny především nedostatečné důkazy proti některým z obžalovaných a celková transparentnost procesu.
Vyšetřovatelé odhalili, že útok na Farchundu podnítil věštec Zainuddín, který ji obvinil z pálení Koránu poté, co ho kritizovala za prodej pohanských amuletů. Přesto byl tento klíčový aktér během odvolacího řízení shledán nevinným, což dále přispělo k veřejnému rozhořčení. Tři další podezřelí zůstávali na svobodě i v době vynesení rozsudku.
Dne 19. května 2015 bylo jedenáct policistů, včetně místního policejního velitele, odsouzeno k ročním trestům odnětí svobody za nečinnost při ochraně Malikzady během útoku. 
Odvolací soud dne 2. července 2015 zrušil tresty smrti pro čtyři muže odsouzené za lynčování. Třem z nich byly tresty zmírněny na 20 let vězení, zatímco čtvrtému muži, který tvrdil, že je nezletilý, byl trest snížen na 10 let. Tento krok vyvolal masové protesty v Kábulu a znovu otevřel debatu o právním postavení žen v Afghánistánu.
Policejní náčelník a správce svatyně Šáh-Do Šamšíra, kde došlo k vraždě, byli odvolacím soudem zproštěni všech obvinění. Tento rozsudek vyvolal značné pobouření mezi občanskou společností a aktivisty za práva žen. V srpnu 2015 pověřila afghánská vláda skupinu právníků přezkumem výsledků řízení. Tito právníci doporučili Nejvyššímu soudu Afghánistánu, aby obviněné znovu soudil.
Dne 19. března 2016 vyzval Výbor pro politickou účast žen, k přehodnocení rozhodnutí Nejvyššího soudu s důrazem na transparentnost celého procesu.

### Nejvyšší soud Afghánistánu
Odvolací soud a následně Nejvyšší soud přezkoumaly případy odsouzených. Klíčové osoby zapojené do vraždy Malikzady obdržely zmírněné tresty:
- Zainuddín, správce svatyně, který obchodoval s viagrou, kondomy a pohanskými amulety, byl původně odsouzen k trestu smrti. Trest mu byl snížen na 20 let vězení, které si má odpykat ve věznici Pul-e-Charkhi. Jeho falešné obvinění Farchundy ze spálení Koránu mělo podle vyšetřovatelů sloužit k odvedení pozornosti od jeho vlastních neislámských praktik.
- Šaraf Baghlani, agent afghánského Národního bezpečnostního ředitelství (NDS), tvrdil, že to byl on, kdo zasadil Farchundě smrtelnou ránu. Jeho trest smrti byl rovněž zmírněn na 20 let vězení.
- Abdul Bašír, muž, který svým vozidlem přejel tělo Farchundy, dostal také zmírněný trest na 20 let odnětí svobody.
- Muhammad Yaqoub, který byl natočen, jak na Farchundu hází velký kámen na obličej, tvrdil, že v době činu mu bylo 17 let. Soud uznal jeho nezletilost a odsoudil ho na 10 let vězení.

Zmírnění trestů v těchto případech vyvolalo vlnu protestů v Afghánistánu. Aktivisté za práva žen tento krok odsoudili jako ukázku nedostatečné spravedlnosti a nezájmu afghánského soudního systému o ochranu žen.

## Národní reakce

### Podpora a odpor
Bezprostředně po vraždě se na sociálních sítích a ve veřejných vyjádřeních objevila podpora davu, který se podílel na lynčování Malikzady. Mluvčí kábulské policie Hašmat Stanekzai napsal na Facebooku, že Farchunda „se pokoušela získat americké nebo evropské občanství prostřednictvím urážky islámu“. Tento příspěvek vzbudil velkou kontroverzi, což vedlo k jeho pozdějšímu odvolání z funkce.
Po zveřejnění důkazů, že Malikzada nespálila Korán, se veřejné mínění otočilo. Afghánská média a široká veřejnost začaly vraždu kritizovat. V ulicích Kábulu se 23. března 2015 konaly masové protesty. Demonstranti pochodovali od místa útoku až k řece, kde byla Malikzada zavražděna. Protestující, převážně ženy, měly masky znázorňující Malikzadinu zakrvácenou tvář a požadovaly spravedlnost.

#### Protesty
Stovky žen 23. března protestovaly proti útoku a požadovaly, aby vláda stíhala osoby odpovědné za Farchundinu vraždu. Protest zorganizovala Strana solidarity Afghánistánu a obyvatelé Kábulu. Vražda Farchundy se stala také místem, kde se shromáždili aktivisté za práva žen v Afghánistánu. Tisíce lidí protestovaly 24. března před budovou afghánského ministerstva spravedlnosti v Kábulu. Dne 27. dubna Leena Alam a její spoluherci během protestu v Kábulu útok znovu sehráli, což afghánští pozorovatelé označili za bezprecedentní případ veřejného divadelního představení připomínajícího vraždu ženy.

### Afghánská vláda
Afghánský prezident Ašraf Ghaní nařídil bezprostředně po vraždě zahájit důkladné vyšetřování incidentu. Ve veřejném prohlášení označil čin za „ohavný“ a vyjádřil zármutek nad zjevným selháním afghánské policie. Prezident dále zdůraznil, že tento případ odhalil závažné nedostatky v prioritách bezpečnostních složek, které se soustředily na boj s povstáním Talibanu, ale přehlížely lokální problémy a veřejnou bezpečnost.
Během vyšetřování bylo zadrženo devět mužů, kteří byli identifikováni na záznamech zachycujících vraždu Malikzady, jež se šířily na sociálních sítích. Celkově bylo v souvislosti s případem zatčeno 28 osob, včetně několika policistů. Zároveň bylo 13 policistů suspendováno za to, že nebyli schopni Malikzadu ochránit.
Mluvčí kábulské policie, Hašmat Stanekzai, byl odvolán poté, co veřejně podpořil vraždu Malikzady na sociálních sítích. Stanekzai napsal, že „Farchunda si stejně jako několik dalších nevěřících myslela, že za takový čin získá americké nebo evropské občanství. Než však dosáhla svého cíle, přišla o život.“ Tento příspěvek vyvolal značnou vlnu kritiky, která vedla k jeho okamžitému propuštění z funkce.
Afghánské ministerstvo pro hadždž a náboženské záležitosti oznámilo, že při svém vyšetřování nenašlo žádné důkazy o tom, že by Farchunda Malikzada spálila Korán. Tato skutečnost zásadně změnila veřejné mínění a posílila kritiku vůči viníkům i státním institucím.
V důsledku protestů občanské společnosti se afghánský kabinet rozhodl přejmenovat část ulice Andarabi Road, kde byla Farchunda zavražděna, na „Martyr Farchunda Road (جاده شاهد)“ (Ulice mučednice Farchundy). Aktivisté tento krok ocenili jako symbolický akt uznání nespravedlnosti, která se Malikzadě stala.

## Mezinárodní reakce

### Spojené státy
Spojené státy vraždu Farchundy Malikzady okamžitě odsoudily. Velvyslanectví USA v Kábulu vydalo prohlášení, ve kterém vyjádřilo hluboký zármutek nad brutálním činem a apelovalo na afghánskou vládu, aby odpovědné osoby byly postaveny před soud. Americká advokátka Kimberley Motley, která rodinu Malikzady během soudního procesu zastupovala, označila případ za klíčový moment pro práva žen v Afghánistánu. Motley uvedla, že rozsudky z prvního procesu – čtyři tresty smrti, osm trestů odnětí svobody na 16 let a 10 policistů odsouzených za selhání – měly potenciál stanovit nový standard spravedlnosti pro ženy v zemi.
Po zrušení trestů smrti odvolacím soudem označila Motley toto rozhodnutí za „šokující selhání spravedlnosti“.  Ve svém komentáři uvedla: „Tento případ ukazuje, jak vážně to afghánské soudnictví myslí s ochranou žen a dodržováním právního státu. Rozhodnutí soudu bezostyšně ignoruje zákon a posiluje dojem, že mocní mohou unikat zodpovědnosti.“
Americký historik Ali A. Olomi označil vraždu Farchundy za symptom zakořeněné kultury násilí a devalvace lidského života v Afghánistánu, která je důsledkem desetiletí konfliktů a společenského útlaku.

### Evropská unie
Evropská unie rovněž důrazně odsoudila vraždu a vyjádřila hluboké znepokojení nad úrovní ochrany žen v Afghánistánu. Mluvčí vysoké představitelky EU pro zahraniční věci Federicy Mogherini prohlásil, že „zabití Farchundy Malikzady je tragickou připomínkou nebezpečí, kterému ženy čelí v důsledku falešných obvinění a nedostatku spravedlnosti v Afghánistánu.“ EU zároveň apelovala na afghánské úřady, aby zajistily spravedlivý proces a podnikly kroky k ochraně žen před podobnými činy v budoucnosti. 

## Reakce islámských učenců

### Afghánistán
Den po vraždě Farchundy Malikzady vyvolal čin v afghánských mešitách rozporuplné reakce. Někteří imámové a mulláhové během pátečních modliteb vraždu ospravedlňovali. Mauláví Ájaz Niazí z prominentní mešity Wazir Akbar Chán varoval, že jakýkoli pokus o zatčení mužů, kteří „bránili Korán“, může vyústit v masové nepokoje. Jeho slova byla vnímána jako nepřímá podpora lynče a vyvolala značnou kontroverzi. 
Po zveřejnění důkazů, že Farchunda Korán nespálila, se tón mnoha duchovních změnil. Ahmad Ali Jebreili, člen afghánské Rady ulamá, která dohlíží na správu islámského práva, čin ostře odsoudil a označil ho za „jednoznačný zločin v rozporu s islámem“. Hadži Noor Ahmad, další významný duchovní, prohlásil, že „svévolné popravy na základě domněnek a falešných obvinění jsou zcela zakázané a nezákonné“.
Tato prohlášení však přišla příliš pozdě na to, aby zklidnila rozhořčení veřejnosti. Afghánské organizace na ochranu práv žen upozorňovaly, že původní podpora vraždy ze strany některých náboženských vůdců odhalila hluboce zakořeněné problémy afghánské společnosti v přístupu k ženám.

### Pákistán
Abu Ammaar Yasir Qadhi, konzervativní islámský učenec, vyjádřil na svých sociálních sítích zděšení nad činem a prohlásil: „Způsob, jakým se národ chová ke svým ženám, je skutečným ukazatelem civilizovanosti. Kéž Alláh obnoví čest a důstojnost, kterou si ženy zaslouží.“ 